# 조지 프레보스트
제 1대 준남작 조지 프레보스트 경(Sir George Prévost, 1st Baronet, 1767년 5월 19일 - 1816년 1월 5일)은 영국의 군인이다. 1812년 전쟁 때의 캐나다 식민지의 총사령관이었다.
뉴저지 식민지 하켄색에서 출생하였고, 스위스계 프랑스인 오거스틴 프레보스트의 장자로, 영국군에 젊은 나이에 입대하여 1784년에 대위가 되었다. 프레보스트는 프랑스 혁명 전쟁과 나폴레옹 전쟁 기간 내내 서인도 제도에서 복무를 하였으며, 1794년에서 1796년까지 세인트 빈센트에서는 사령관이 되었다. 그는 영국과 미합중국 사이에 벌어진 영미전쟁 때 민간인 주지사 장군이자, 영국령 북미(현재의 캐나다의 일부) 주둔군 총사령관으로 가장 잘 알려진 인물이다.

## 어린 시절
프레보스트는 당시 영국 식민지이며, 현재 미국 뉴저지주 하켄색에서 스위스계 프랑스인으로 미국 독립 전쟁 때 영국군 장군이었던 오귀스탱 프레보스트 중장의 장남으로 태어났다. 아버지는 기독교인이었으며, 그의 모친은 나네트 앤 그랑(Nanette (Ann) Grand)이었다. 조지 프레보스트는 잉글랜드와 북미 대륙에 있는 학교에서 교육을 받았다.

## 군 경력

### 1779-1790
1779년 5월 3일, 그는 열 한 살의 나이에, 제60 보병연대에 소위로 임관하였으며, 그곳은 아버지가 고위직 장교로 있는 곳이었다. 1782년, 그는 제47 보병연대로 중위로 전출해 했다. 1784년 제25 보병 연대가에는 대위로 승진되었다. 그 1790년 11월 18일에는 소령의 계급을 달고, 23세의 나이로 제 60보병 연대로 복귀하였다. 프레보스트의 외할아버지는 암스테르담의 부유한 은행가였으며, 그의 돈은 손자가 빠른 승진을 하는데 확실히 도움이 되었을 것이라고 여겨지고 있다. 당시에는 이러한 매관 행위가 널리 만연하였던 시대이다.

### 1791-1802
프랑스 혁명 전쟁과 나폴레옹 전쟁 동안 서인도 제도에서 종군을 하고 세인트빈센트섬의 지휘관을 1794년에서 1796년까지 역임했다. 1798년에서 1802년까지 세인트 루시아 섬의 부지사가 되었다.

### 1802년 말 - 1806
그 후 1805년까지 도미니카 섬의 주지사를 역임했다.
프레보스트 도미니카 재임 중에 피에르 샤를 빌 뇌브 제독 지휘 함대에서 파견되어 온 라그랑주 장군의 프랑스 군을 기습 할 수 있었다. 이 습격은 트라팔가 해전(1805년)의 전초전이 되는 사건이었다. 수적으로 열세였던 프레보스트 부대는 주요 도시인 로조를 내주고 철수했지만 프랑스 군은 3일 후 섬을 떠났다.

### 캐나다
1808년, 프레보스트는 노바스코샤 주지사가 되었다. 1811년 5월 프레보스트는 통보를 받고, 로워 캐나다 주지사 제임스 크레이그의 후임을 맡게 되어, 퀘벡으로 이동했다. 7월 4일, 프레보스트는 공식적으로 중장으로 승진하여 10월 21일, 영국령 북아메리카의 총독과 캐나다 주둔군 총사령관이 되었다. 이웃 나라 미국과의 전쟁이 다가왔을 때였다. 긴 전선을 적은 병력으로 방어할 필요에 직면했던 프레보스트는 소수의 정규군과 캐나다인 민병대의 연대를 조직했다. 다음 해 1812년 6월 영미 전쟁이 발발하자 이 캐나다인 부대가 영국군에게 가치 있는 보조 부대인 것으로 판명되었다.

## 1812년 전쟁
1812년 전쟁의 대부분의 기간 프레보스트의 전략은 방어와 경계였다. 미국이 전쟁의 원인으로 간주했던 추밀원령의 일부를 1812년 8월 영국 정부가 철폐할 것을 예상하고 프레보스트는 휴전 협상을 시작했지만 평화가 아니라 전쟁이 재개되었다. 1813년의 처음 몇 달 동안, 프레보스트는 어퍼 캐나다를 방문, 그곳의 지사이자, 지휘관이기도 한 아이작 브록이 전사한 후에는 군사적으로도, 정치적으로 만족스러운 상태가 아님을 이해했다. 그래서 5월에는 킹스턴으로 가서 온타리오 호수의 미국 해군의 주요 기지에 공격을 가했다. 여기에 승리는 결정적인 것이 될 것이었지만, 사켓 항구의 전투에서 공격 전술이 성급하게 짜여져서 무리를 하게 되었다. 프레보스트도 해군 사령관 제임스 루카스 요도 공격을 주저하다가 미국의 강력한 반격을 받고 철수하게 되었다.
1814년, 나폴레옹 보나파르트의 패배로 대규모 원군이 가능 해졌다. 프레보스트는 샹플레인 호수에서 허드슨강을 따라 침공 전략을 세우고 스스로 병사를 이끌고 했지만, 영국 해군 전대가 챔플레인 호수에서 탈락하고 플래츠버그 전투에서 철수하게 되었다. 요 해군 준장은 프레보스트가 조지 도니 선장이 이끄는 함대에 조기 공격을 강한 약속된 육군의 도움을 얻지 못했기 때문에 패배했다고 생각하고 프레보스트를 신랄하게 비판했다. 프레보스트는 경계심의 힘, 복장이나 유니폼의 세세한 것에 구애를 받아, 공적이 있는 장교를 더 정당하게 평가하지 못했으며, 부하 장교들 사이에서 인기가 있었다. 프레보스트는 전쟁이 끝난 것을 알고 그 하루 정도 후에 해임되었고, 임시이기는 하지만 조지 머레이 중장이 후임을 맡았다. 프레보스트가 영국에 돌아오자, 퀘벡 의회는 프레보스트 대한 어수선한 감사를 결의했다.

## 말기
영국에 돌아오자 의회와 군 당국은 초기 플래츠버그와 전쟁 전반에 관한 프레보스트의 설명을 받아 들였다. 그 직후에 플래츠버그 전투에 대한 해군의 공식 보고서가 이의 제기와 함께 발표되었다. 이 모두 프레보스트를 비난했다. 프레보스트는 명예를 걸고 군법 재판을 요구했다. 캐나다에서 증인을 초청하기 위한 시간도 필요했고, 재판은 1816년 1월로 예정되었으나, 프레보스트는 건강이 악화되어 재판이 열리기 일주일 전에 사망했다.
이후 역사가들은 한정된 자원으로 캐나다를 방어하기 위해 프레보스트 취했던 준비는 능동적이었고, 발상이 좋았으며, 또한 총괄적이고 승산이 적은 가운데, 미국의 침략을 방해하는 중요한 목표를 달성했다고 평하고 있다.
프레보스트는 런던 근처 이스트 버넷에 매장되었다.

## 명예
1813년 스쿠너 조지 프레보스 경 호(HMS Sir George Prevost)가 그의 이름을 따서 지어졌다.